# Адам Бич
Адам Бич (енгл. Adam Beach; Ашерн, 11. новембар 1972) је амерички филмски и телевизијски глумац. Најпознатији је по улози Честера Лејка у серији Ред и закон: Одељење за специјалне жртве.